# سارة هاينز
سارة هاينز (بالإنجليزية: Sarah Hynes)‏ هي عالمة نبات ومُدرسة أسترالية، ولدت في 30 سبتمبر 1859 في غدانسك في بولندا، وتوفيت في 1938 في رندويك ‏ في أستراليا.